# Podohedriella
Podohedriella, rod zelenih algi iz porodice Selenastraceae. Opisan je 1988. godine. Postoje tri priznate vrste, sve su slatkovodne

## Vrste
1. Podohedriella carpatica Hindák
2. Podohedriella falcata (Duringer) Hindák - tip
3. Podohedriella recta Hindák